# Ewelina Wojnarowska
Ewelina Wojnarowska (ur. 13 grudnia 1986) – polska kajakarka, mistrzyni świata, wicemistrzyni Europy. Jest zawodniczką Warty Poznań.
Największym sukcesem zawodniczki jest złoty medal mistrzostw świata w Moskwie w 2014 roku w wyścigu sztafetowym K1 4x200m. Polka zdobyła także trzy srebrne i dwa brązowe medale mistrzostw globu, a także trzy srebrne, cztery brązowe krążki i jeden złoty mistrzostw starego kontynentu.
Na Uniwersjadzie w Kazaniu zdobyła brązowy medal (K-4 500 m) z Agnieszką Kowalczyk, Edytą Dzieniszewską, i Magdaleną Krukowską.